# 조청
조청(造淸)은 엿 따위를 고는 과정에서 묽게 고아서 굳지 않은 엿이다. 한국의 전통 감미료인 청의 하나로, "(인공적으로) 만든 꿀"이라는 뜻이다. 다양한 곡류나 뿌리채소 등을 원료로 하여 걸쭉한 시럽 형태로 만들어진다. 옥수수조청, 고구마조청 등도 있으나 "조청"이라 하면 보통 쌀로 만든 쌀조청을 일컫는다. 떡, 한과, 조림 등 전통 요리에 활용된다. 전통 조청은 자연 발효를 거치므로 인공 감미료나 방부제가 첨가되지 않으며, 소화 효소, 항산화 성분, 비타민, 미네랄 등을 함유해 비교적 건강한 감미료로 여겨진다. 혈당지수도 낮은 편으로, 최근 웰빙 트렌드에 따라 다시 주목받고 있다.
강원도와 전라남도의 전통 쌀조청이 맛의 방주에 등재되어 있다.

## 역사
조청은 삼국 시대부터 전해 내려온 감미료로, 전통적으로 가정이나 마을 단위에서 수작업으로 제조되었다.
산업화 이후, 설탕과 물엿의 대량 유입과 함께 조청의 소비는 줄어들고 있다. 전통 방식의 조청은 손이 많이 가기 때문에 현재는 일부 소규모 장인 업체나 가정에서만 생산되고 있으며, 대형 식품 제조업체에서는 기계화된 방식으로 빠르게 생산하기도 한다.

## 만들기
- 찹쌀 찌기: 찹쌀을 물에 불려 찐 후, 따뜻할 때 엿기름(보리 맥아)과 찬물을 넣는다.
- 삭히기: 혼합된 재료를 용기에 담고 하룻밤 동안 발효시킨다.
- 거르기: 다음 날, 혼합물을 고운 천주머니로 걸러 맑은 액체만 모은다.
- 졸이기: 여과된 액체에 대추 등을 넣고 천천히 졸여 꿀처럼 진한 점성의 액체로 만든다.
- 익히기: 완성된 조청은 도자기에 담아 밀봉하고 땅에 묻어 최소 한 달간 숙성시킨다.